# 长柄竹叶榕
长柄竹叶榕（学名：Ficus stenophylla var. macropodocarpa）为桑科榕属下的一个变种。

## 扩展阅读
- 維基物種上的相關：长柄竹叶榕